# Стони

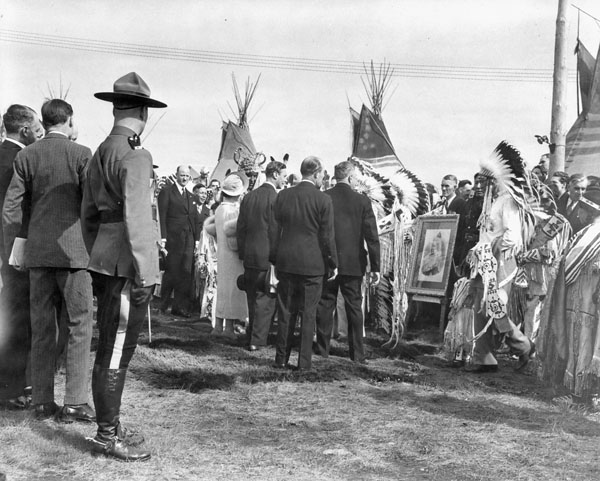
Георг VI и королева Елизавета с вождями стони, 1939 г.

Сто́ни, сто́уни, нако́да — сиуязычное индейское племя в Канаде, провинция Альберта.
Стони являются близкими родственниками ассинибойнов, они связаны по происхождению и языку. От ассинибойнов они откололись в первой половине XVIII века и стали самостоятельным племенем. Основными врагами стони являлись черноногие, сарси и шусвапы. С белыми людьми стони обычно поддерживали мирные отношения.
Стони состоят из двух ветвей — лесные стони (Chan Tonga Nakoda) и горные стони (Ye Xa Yabine Nakoda ).
В конце XIX века стони подписали ряд договоров с правительством Канады и были поселены в нескольких резервациях в Альберте, где большинство стони проживают и поныне.